# 布施甚七
布施 甚七（ふせ じんしち、1863年11月27日（文久3年10月17日） - 1919年（大正8年）2月10日）は、日本の政治家、衆議院議員（2期）。

## 経歴
上総国山辺郡辺田方村(のち千葉県山武郡東金町、現・東金市)出身。生家は地主で、普通学を学ぶ。農業を営み、東金町会議員、連合町村会議員、郡所得税調査委員、東金町長、山武郡会議員、千葉県会議員となる。また、(株)東金銀行頭取、横芝銀行取締役等を務めた。
1898年3月の第5回衆議院議員総選挙において千葉5区から自由党公認で立候補して初当選。同年8月の第6回衆議院議員総選挙では憲政党公認で立候補して再選した。1902年の第7回衆議院議員総選挙は不出馬。1919年に死去した。